# Migas solitarius
Migas solitarius är en spindelart som beskrevs av Wilton 1968. Migas solitarius ingår i släktet Migas och familjen Migidae. Inga underarter finns listade i Catalogue of Life.